# 溫泉新淵杜父魚
溫泉新淵杜父魚（学名：Neocottus thermalis）為輻鰭魚綱鮋形目杜父魚亞目淵杜父魚科的其中一種，為淡水魚類，分布於俄羅斯貝加爾湖流域，棲息深度430-480公尺，體長可達13.1公分，棲息在底層水域，生活習性不明。